# رابطة كرة القدم اليابانية 1996
رابطة كرة القدم اليابانية 1996 (باليابانية: 第5回ジャパンフットボールリーグ) هو الموسم 5 من رابطة كرة القدم اليابانية ‏. أقيم خلال الفترة 21 أبريل 1996 وحتى 27 أكتوبر 1996، وأشرف على تنظيمه رابطة كرة القدم اليابانية ‏، وكان عدد الأندية المشاركة فيه 16، وفاز فيه هوندا إف سي.